# 日本牛目鯛
日本牛目鯛（学名：Cookeolus japonicus），又名日本大眼鯛、紅目鰱、嚴公仔、黑鰭牛目鯛、紅目大眼鯛，為大眼鯛科牛目鯛屬的唯一一種。

## 分布
本魚分布於全球各大洋熱帶及溫帶海域，包括南非至東太平洋下加利福尼亞、秘魯；北至日本、韓國；南至澳洲；西大西洋阿根廷至美國紐澤西州，皆有其蹤跡。

## 深度
水深40至400公尺。

## 特徵
本鱼体长最长可达69公分，体重可达5kg，但平均个体体长约为30cm。本魚躯干呈鮮紅色，胸鳍为粉红色至无色，其余鱼鳍均为黄色，體較高，側扁，呈卵圓形。眼特大。吻短，口大，打開時口幾乎為垂直方向，下頜突出，頜骨、鋤骨和腭骨均具齒。前鰓骨後緣及下緣具鋸齒並具有一枚後向之強棘。頭及體部皆被有粗糙堅實不易脫落之櫛鱗；側線完全，側線鱗孔數56至59枚，側線上鱗列數16至20列。另其特徵為腹鰭特別大，且鰭膜為黑色。背鰭具硬棘10枚，軟條12至13枚，硬棘之间的薄膜可为深灰色或黑色；臀鰭與背鰭幾相對，具硬棘3枚，軟條12至13枚；背鰭及臀鰭後端尖突；胸鰭短小；尾鰭略圓，末端略帶黃色。

## 生態
本物种主要生活于水深165-210米深的礁石附近，尤其是在软珊瑚和海绵众多的珊瑚礁附近，属底栖鱼类。该物种主要以底栖甲壳类和小型鱼类为食。
该物种繁殖季为五月至九月，平均寿命九年。

## 經濟利用
為美味的食用魚。以紅燒、清蒸加薑絲味質更美。然而，目前并无对该鱼的商业捕捞，多为兼捕渔获。

## 外部連結
- 日本牛目鯛的图片